# Mrs. International
Mrs. International è il secondo singolo del duo East Coast rap Method Man & Redman estratto dal loro secondo album in studio Blackout! 2.

## La canzone
La canzone è stata scritta da Clifford "Method Man" Smith, Reggie "Redman" Noble e Anthony "Buckwild" Best, quest'ultimo il quale l'ha anche prodotta, e vede la partecipazione di Erick Sermon, artista da sempre noto per le sue collaborazioni con entrambi i rapper.
Mrs. International ha cominciato a circolare sul web a partire da aprile 2009 e, analogamente al precedente singolo A-Yo, non ha riscosso il successo sperato.

## Video musicale
Il videoclip, molto suggestivo, è stato girato da Dale Restighini (a.k.a.  RAGE) e Kevin Custer e il 25 giugno ha fatto il suo debutto sulla rete. Il 6 luglio ha invece debuttato su BET, a 106 & Park.

## Tracce
- Lato A

1. Mrs. International (Clean)
2. Mrs. International (Dirty)
3. Mrs. International (Instrumental)

- Lato B

1. How Bout Dat (Clean)
2. How Bout Dat (Dirty)
3. How Bout Dat (Instrumental)